# Acacia vestita
Acacia vestita é uma espécie de leguminosa do gênero Acacia, pertencente à família Fabaceae.